# Зеленортска Острва на Светском првенству у атлетици на отвореном 2023.
Зеленортска Острва су учествовала на 19. Светском првенству у атлетици на отвореном 2023. одржаном у Будимпешти од 19. до 27. августа петнаести пут. Репрезентацију Зеленортских Острва представљао је 1 такмичар који се такмичио у трци на 5.000 м препоне. , 
На овом првенству такмичар Зеленортских Острва није освојио ниједну медаљу али је оборио лични рекорд.

## Учесници
Мушкарци: 
Семјуел Фреире — 5.000 м

## Резултати

### Мушкарци
| Атлетичар      | Дисциплина | Лични рекорд | Квалификације | Квалификације | Полуфинале | Полуфинале | Финале               | Финале       | Детаљи |
| Атлетичар      | Дисциплина | Лични рекорд | Резултат      | Место         | Резултат   | Место      | Резултат             | Место        | Детаљи |
| -------------- | ---------- | ------------ | ------------- | ------------- | ---------- | ---------- | -------------------- | ------------ | ------ |
| Семјуел Фреире | 5.000 м    | 14:10,62     | 14:07,38 ЛР   | 20. у гр. 2   |            |            | Није се квалификовао | 40 / 43 (44) |        |